# Slag om Kiev (1941)
De Slag om Kiev (Russisch: Киевская оборонительная операция; Kievskaija oboronitelʹnaija operatsjia, Duits: Schlacht um Kiew) was een slag tijdens de Tweede Wereldoorlog tussen de Sovjet-Unie en nazi-Duitsland onder generaal-veldmaarschalk Gerd von Rundstedt. De operatie vond plaats van 23 augustus tot 26 september 1941 als onderdeel van Operatie Barbarossa. Door de insluiting van bijna het gehele Zuidwestelijk Front van het Rode Leger was de slag een groot succes voor de Duitsers.

## Achtergrondinformatie
Na het succes van de Wehrmacht in de centrale sector van het oostfront, ontstond er in het zuiden nabij Kiev een grote uitstulping van Sovjettroepen. Door grote verliezen tijdens de Slag om Oeman, leed de Sovjet-Unie een tekort aan tanks en was het daardoor niet mobiel genoeg.
Hitler besloot op 3 augustus om de opgang naar Moskou op te schorten en zijn troepen zuidwaarts te laten keren om Kiev aan te kunnen vallen. Hierop keerde het grootste deel van Panzergruppe 2 en het 2e Leger van Heeresgruppe Mitte zich zuidwaarts om de al ter plekke zijnde Heeresgruppe Süd te helpen een insluiting te forceren.

## De slag
De Duitse troepen maakten een snelle opmars. Ewald von Kleist kon met zijn Panzergruppe 1 de Dnjepr oversteken en zodoende op 16 september de Panzergruppe 2 van Heinz Guderian bereiken. De Sovjettroepen waren nu volledig omsingeld en konden geen kant meer op. Tot overmaat van ramp was commandant Semjon Boedjonny op 13 september ontheven uit zijn functie waardoor de troepen overgeleverd waren aan hun divisiecommandanten.
De infanterie van het Duitse 6e Leger, het 17e Leger en het 2e Leger konden met behulp van de twee pantsergroepen oprukken en de insluiting systematisch reduceren. Na zware bombardementen door artillerie, tanks en bommenwerpers kon Kiev op 19 september worden ingenomen door de Duitsers. Ten oosten van Kiev duurden de gevechten echter nog voort, maar op 26 september moesten de Sovjettroepen zich ook daar overgeven. Met meer dan 600.000 gevangenen aan Sovjetzijde was dit allicht de grootste omsingeling van troepen in de militaire geschiedenis.

## Verwante onderwerpen
- Slag om Białystok–Minsk
- Slag om Kiev (1943)
- Slag om Oeman